# Wilson Zambrano
Wilson Zambrano Larrota (* 20. November 1980) ist ein ehemaliger kolumbianischer Radrennfahrer.
Wilson Zambrano wurde 2005 bei der Kolumbien-Rundfahrt Etappendritter. Im folgenden Jahr gewann er eine Etappe bei der Vuelta al Tolima und wurde Dritter der Gesamtwertung. Außerdem wurde er Etappenzweiter bei der Vuelta a los Santanderes. 2007 fuhr Zambrano für das kolumbianische Continental Team Colombia Es Pasion. Er gewann ein Teilstück der Vuelta a El Salvador und entschied auch die Gesamtwertung für sich. 2010 beendete er seine Radsport-Laufbahn.

## Erfolge
2007
- Gesamtwertung und eine Etappe Vuelta a El Salvador

## Teams
- 2007 Colombia Es Pasion